# بانتری (داکوتای شمالی)
بانتری(به انگلیسی: Bantry) شهری در ایالت داکوتای شمالی کشور ایالات متحده آمریکا است که جمعیت آن در سرشماری سال ۲۰۱۰ میلادی، ۱۴ نفر بوده‌است.